# Stephan El Shaarawy
Stephan Kareem El Shaarawy, ‏ستيفان الشعراوي, Stifan asz-Szarawi‎ (ur. 27 października 1992 w Savonie) – włoski piłkarz egipskiego pochodzenia, występujący na pozycji napastnika we włoskim klubie AS Roma oraz reprezentacji Włoch. Uczestnik Mistrzostw Europy 2016 i 2024.

## Kariera klubowa

### Genoa
El Shaarawy rozpoczął karierę w regionalnym klubie z Serie A, Genoa CFC. Dołączył do zespołu mając 14 lat. Swój debiut zaliczył 21 grudnia 2008 mając wtedy 16 lat i 55 dni.

### Padova (wypożyczenie)
W czerwcu 2010 roku El Shaarawy został wypożyczony do klubu z Serie B. Szybko stał się kluczowym zawodnikiem zespołu i pod koniec sezonu został nominowany do nagrody najlepszego zawodnika Serie B.

### Milan

#### 2011/2012
25 czerwca 2011 roku El Shaarawy podpisał kontrakt z występującym w Serie A Milanem. Zadebiutował 18 września w wygranym 3:1 meczu z Napoli. Trzy dni później zastąpił kontuzjowanego Alexandre Pato. Swoją pierwszą bramkę zdobył w zremisowanym meczu z Udinese.
W ciągu pierwszych 6 miesięcy pobytu w klubie z Mediolanu El Shaarawy zagrał jeszcze w 7 spotkaniach.

#### 2012/2013: Przełomowy sezon.
25 lipca 2012 El Shaarawy podpisał nowy 5-letni kontrakt z Milanem. 3 października strzelił swoją pierwszą bramkę w Lidze Mistrzów przeciwko Zenitowi stając się w wieku 19 lat i 242 dni najmłodszym strzelcem bramki dla Milanu w tych rozgrywkach. Strzelił dwa gole w derbach przeciwko SSC Napoli ratując Milan przed utratą 3 pkt. El Shaarawy kontynuował swoją znakomitą formę zdobywając dwa kolejne gole w meczu z Calcio Catania, który zakończył się wynikiem 1:3 na korzyść Milanu. Następnie dołożył po golu w wygranych meczach z Torino FC (4:2) i z Delfino Pescara 1936 (4:1). Zakończył pierwszą połowę sezonu jako król strzelców Serie A z 14 golami i 16 golami dla Milanu.
28 lutego 2013 przedłużył kontrakt do czerwca 2018 roku.
2013/2014: Sezon kontuzji

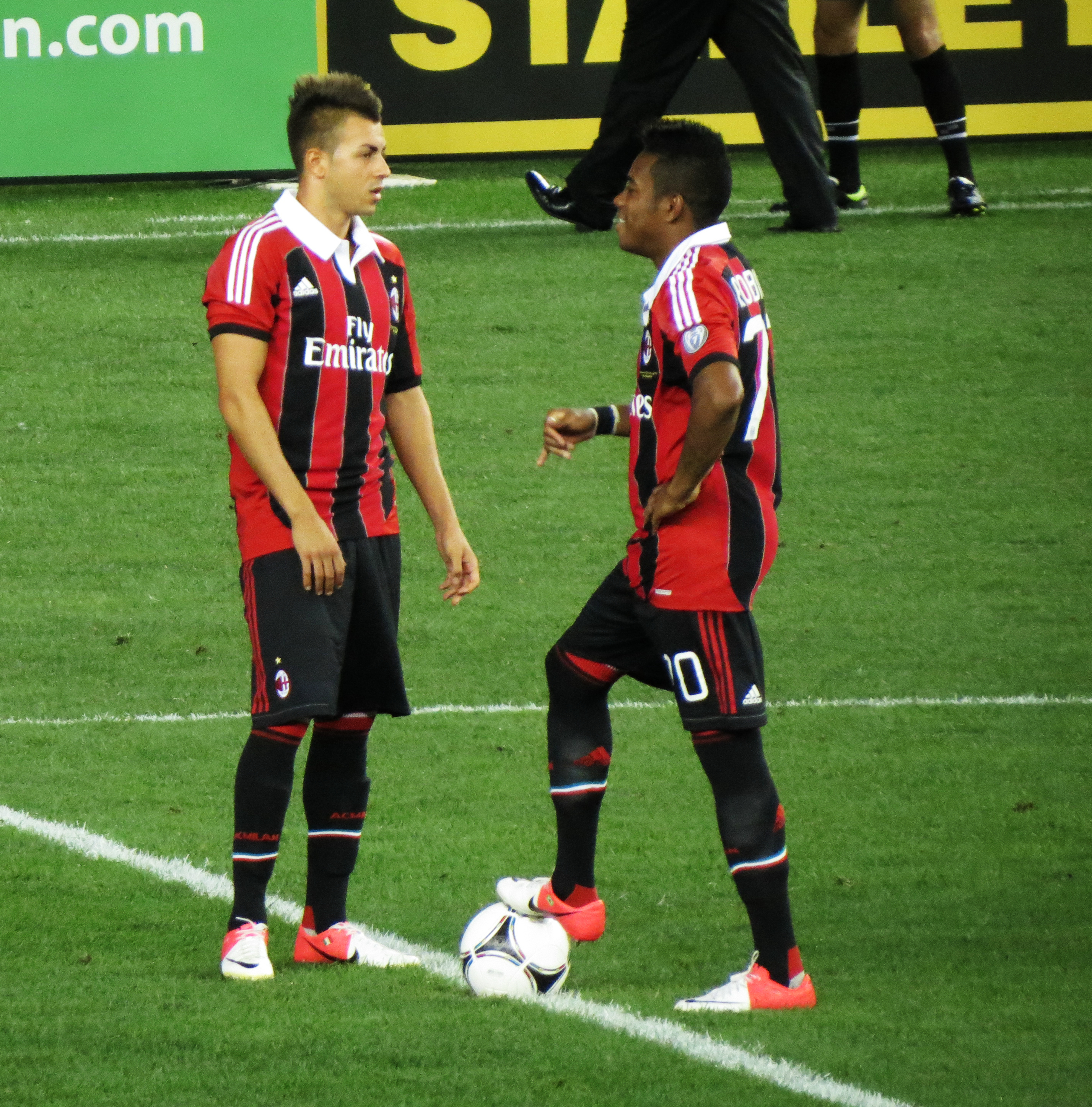
El Shaarawy i Robinho przed towarzyskim spotkaniem z Realem Madryt. Sierpień 2012

2 lipca 2013 mediolański klub oficjalnie ogłosił, że El Shaarawy nie odejdzie podczas letniego okienka transferowego. 20 sierpnia 2013 strzelił swojego pierwszego gola od czasu lutego 2013 przeciwko PSV Eindhoven w Fazie Kwalifikacyjnej Ligi Mistrzów. Z powodu wielu kontuzji w pierwszej połowie sezonu wystąpił tylko 7 razy dla Milanu. 28 grudnia, z powodu operacji stopy, nie grał przez kolejne dziesięć tygodni.
Powrócił do gry 11 maja 2014, zagrał w meczu z Atalanta BC przegranym dla Milanu 1:2.
2014/2015
W pierwszym meczu nowego sezonu El Shaarawy asystował Hondzie w meczu przeciwko S.S. Lazio. Dnia 8 listopada 2014 zdobył bramkę po 622 dniach bez gola, zawodnik celebrując bramkę padł na kolana ze łzami w oczach. Niedługo potem ponownie doznał kontuzji. 24 maja 2015 roku, po długiej nieobecności na boisku El Shaarawy trafił dwukrotnie do bramki Torino. Mecz zakończył się zwycięstwem Milanu 3-0.

### Monaco
13 lipca 2015 roku, po przejściu testów medycznych oficjalnie został zawodnikiem klubu z księstwa. Zadebiutował 28 lipca w meczu 3 rundy kwalifikacyjnej Ligi Mistrzów przeciwko BSC Young Boys. W rewanżu zdobył swoją pierwszą bramkę. Przed rozpoczęciem styczniowego okna transferowego El Shaarawy po rozegraniu 24 oficjalnych spotkań został odsunięty od zespołu aby nie rozegrać 25 spotkania, które aktywowałoby klauzulę wykupu zawodnika.

### Roma
26 stycznia 2016 roku, El Shaarawy dołączył do AS Romy na zasadzie wypożyczenia do 30 czerwca 2016. Umowa zawiera opcję pierwokupu skrzydłowego za 13 milionów euro przez zespół z Rzymu po zakończeniu obecnego sezonu.

### Shanghai Shenhua
8 lipca 2019 roku, chiński klub Shanghai Shenhua wykupił El Shaarawyego z AS Romy za 16 milionów euro a sam piłkarz podpisał 3 letni kontrakt dzięki któremu otrzyma 15 milionów euro na sezon.

### Statystyki klubowe
(aktualne na dzień 2 kwietnia 2023)
| Klub               | Sezon              | Liga                 | Liga  | Liga   | Puchar kraju | Puchar kraju | Europa | Europa | Suma  | Suma   |
| Klub               | Sezon              | Liga                 | Mecze | Bramki | Mecze        | Bramki       | Mecze  | Bramki | Mecze | Bramki |
| ------------------ | ------------------ | -------------------- | ----- | ------ | ------------ | ------------ | ------ | ------ | ----- | ------ |
| Genoa CFC          | 2008/09            | Serie A              | 1     | 0      | -            | -            | -      | -      | 1     | 0      |
| Genoa CFC          | 2009/10            | Serie A              | 2     | 0      | -            | -            | -      | -      | 2     | 0      |
| Genoa CFC          | Ogólnie            | Ogólnie              | 3     | 0      |              |              |        |        |       |        |
| Calcio Padova      | 2010/11            | Serie B              | 29    | 9      | 1            | 0            | -      | -      | 30    | 9      |
| AC Milan           | 2011/12            | Serie A              | 22    | 2      | 4            | 2            | 2      | 0      | 28    | 4      |
| AC Milan           | 2012/13            | Serie A              | 37    | 16     | 1            | 1            | 8      | 2      | 46    | 19     |
| AC Milan           | 2013/14            | Serie A              | 6     | 0      | -            | -            | 3      | 1      | 9     | 1      |
| AC Milan           | 2014/15            | Serie A              | 18    | 3      | 1            | 0            | -      | -      | 19    | 3      |
| AC Milan           | Ogólnie            | Ogólnie              | 82    | 21     | 6            | 3            | 13     | 3      | 101   | 27     |
| AS Monaco (wypoż)  | 2015/16            | Ligue 1              | 15    | 0      | -            | -            | 9      | 3      | 24    | 3      |
| AS Roma (wypoż)    | 2015/16            | Serie A              | 16    | 8      | -            | -            | 2      | 0      | 18    | 8      |
| AS Roma            | 2016/17            | Serie A              | 32    | 8      | 4            | 2            | 8      | 2      | 44    | 12     |
| AS Roma            | 2017/18            | Serie A              | 33    | 7      | 1            | 0            | 10     | 2      | 44    | 9      |
| AS Roma            | 2018/19            | Serie A              | 28    | 11     | 1            | 0            | 4      | 0      | 33    | 11     |
| Shanghai Shenhua   | 2019               | Chinese Super League | 10    | 1      | 3            | 3            | -      | -      | 13    | 4      |
| Shanghai Shenhua   | 2020               | Chinese Super League | 6     | 0      | -            | -            | -      | -      | 6     | 0      |
| Shanghai Shenhua   | Ogólnie            | Ogólnie              | 16    | 1      | 3            | 3            | 0      | 0      | 19    | 4      |
| AS Roma            | 2020/21            | Serie A              | 10    | 1      | 0            | 0            | 4      | 1      | 14    | 2      |
| AS Roma            | 2021/22            | Serie A              | 27    | 3      | 1            | 0            | 8      | 4      | 36    | 7      |
| AS Roma            | 2022/23            | Serie A              | 29    | 7      | 2            | 0            | 11     | 2      | 42    | 9      |
| AS Roma            | 2023/24            | Serie A              | 33    | 3      | 2            | 0            | 13     | 0      | 48    | 3      |
| AS Roma            | 2024/25            | Serie A              | 31    | 3      | 1            | 0            | 9      | 0      | 41    | 3      |
| AS Roma            | Ogólnie            | Ogólnie              | 130   | 17     | 6            | 0            | 45     | 7      | 181   | 24     |
| Ogólnie w karierze | Ogólnie w karierze | Ogólnie w karierze   | 385   | 82     | 22           | 8            | 91     | 17     | 498   | 107    |

## Kariera reprezentacyjna
Debiut w reprezentacji Włoch U-17 zaliczył w październiku 2008 roku. Występował w Mistrzostwach Europy U-17 oraz w Mistrzostwach Świata U-17.
15 sierpnia 2012 zadebiutował w dorosłej reprezentacji w towarzyskim meczu z Anglią (1:2). 14 listopada 2012 zdobył swoją pierwszą bramkę w drużynie narodowej. W towarzyskim spotkaniu pokonał trafieniem prawą nogą bramkarza reprezentacji Francji Hugo Llorisa.
Z powodu wielu kontuzji i ominięcia większości sezonu 2013-2014, nie został powołany do kadry Włoch na Mistrzostwa Świata w Piłce Nożnej 2014.

## Styl gry
Od przełomowego sezonu 2012/13 El Shaarawy był uznawany za zawodnika z dużym potencjałem. Gra przeważnie na lewym skrzydle, ale może grać również jako ofensywny pomocnik lub cofnięty napastnik. Jest znany ze swojego przyspieszenia, zwinności, dryblingu i umiejętności technicznych. Potrafi potężnie uderzyć spoza pola karnego, jest również znany z solidnego przyjmowania trudnych piłek i otwierania wolnych przestrzeni w ataku dzięki precyzyjnym podaniom.
Jego styl gry porównywany jest nieco z tym prezentowanym przez Cristiano Ronaldo. El Shaarawy cytuje, że jego wzorem do naśladowania jest były rozgrywający Milanu, Kaká. Była legenda Milanu José Altafini porównał El Shaarawy'ego do Neymara oraz siedmiokrotnego zdobywcy złotej piłki Lionela Messiego. „El Shaarawy przypomina mi Neymara i Messiego. Mają niskie położenie środka ciężkości. Grają z piłką przyklejoną do ich stóp. On już udowodnił, że jest dobrym graczem. Ważne, aby nie dać mu za dużo luzu.”

## Sponsoring
W 2012 roku, El Shaarawy podpisał umowę sponsorską z amerykańskim dostawcą sprzętu i odzieży sportowej, Nike. Pojawił się on także w reklamie Nike Green Speed II wraz z takimi zawodnikami jak Mario Götze, Eden Hazard, Raheem Sterling, Christian Eriksen i Theo Walcott w listopadzie 2012.
25 lipca 2013 roku EA Sports za pośrednictwem strony na Facebooku ogłosiło, że El Shaarawy pojawi się na włoskiej okładce gry FIFA 14.

## Osiągnięcia

### Klubowe
- Liga Konferencji Europy UEFA (2021/2022)
- Superpuchar Włoch (1): 2011

### Reprezentacyjne
- Puchar konfederacji 2013: 3. miejsce

### Indywidualne
- Mistrzostwa Europy U-17: 11 turnieju
- Najlepszy zawodnik w Serie B (1): 2011
- Najlepszy młody zawodnik Serie A (1) 2012
- Pallone d’Argento (1): 2012-13